# Mahaśmaśana
Mahaśmaśana (wielkie pola kremacji) – osiem najbardziej istotnych miejsc kremacji na subkontynencie indyjskim, według list z tradycyjnej literatury religii dharmicznych.
Picumatabrahmajamalatantra zawiera opis mandali inicjacyjnej zawierającej osiem wielkich śmaśanów dookoła dziewiątego centralnego. Poszczególnym mahaśmaśanom odpowiada tu ośmiu Rudrów.
Śwaććhandatantra opisuje kult Śwaććhandabhajrawy stojącego wewnątrz kręgu ośmiu mahaśmaśanów. Każdemu z nich przewodniczy inna forma Bhajrawy.
Swajambupurana posiada opisy przyporządkowujące każdemu z tych ośmiu pół kremacyjnych formy:
- matryki
- Bhajrawy
- drzewa
- węża (nagi)
- ćajtji
- Śiwy (reprezentowanego przez lingam)